# Куп, Элиза
Эли́за Куп (англ. Eliza Coupe, род. 6 апреля 1981, Плимут, Нью-Гэмпшир, США) — американская комедийная актриса, наиболее известная по роли в ситкоме ABC «Счастливый конец» (2011—2013).

## Жизнь и карьера
Элиза Куп родилась в в городке Плимут, штат Нью-Гэмпшир и окончила школу Плимута, после чего училась в калифорнийском институте искусств. Вскоре после этого она начала свою карьеру с роли в региональной театральной постановке, а после перебралась на телевидение. В 2006 году журнал Variety включил Куп в свой список десяти лучших новых комиков.
Куп снялась в шоу HBO «12 миль от плохой дороги» в 2008 году, а затем получила регулярную роль в ситкоме «Клиника», где снялась в последнем его сезоне. Также она была гостем в сериалах «Кто такая Саманта?», «Дорогой доктор» и «Сообщество», прежде чем получить ведущую роль в шоу ABC «Счастливый конец». Шоу и игра Куп получали похвалу от критиков, однако рейтинги сериала были низкими и канал закрыл проект после трёх сезонов весной 2013 года.

## Личная жизнь
В 2007—2013 года Элиза была замужем за преподавателем по актёрскому мастерству и кукольником Рэндаллом Уиттингхиллом. С 24 декабря 2014 года Куп замужем во второй раз за основателем бренда по здоровому образу жизни «SuperLife» Дэррином Ольеном, с которым она встречалась год до их свадьбы.

## Фильмография

### Телевидение
| Год     | Название на русском      | Название на английском  | Роль                   | Примечания                     |
| ------- | ------------------------ | ----------------------- | ---------------------- | ------------------------------ |
| 2007    | Летучие Конкорды         | Flight of the Conchords | Лиза                   | Гостевая роль; 1 эпизод        |
| 2008    | Убеждённый холостяк      | Unhitched               | Джулия                 | Гостевая роль; 1 эпизод        |
| 2008    | 12 миль от плохой дороги | 12 Miles of Bad Road    | Гэйлор Шекспир         | Регулярная роль; 6 эпизодов    |
| 2008    | Кто такая Саманта?       | Samantha Who?           | Уиллоу                 | Второстепенная роль; 2 эпизода |
| 2009    | Антигерои                | No Heroics              | Кэлли                  | Гостевая роль; 1 эпизод        |
| 2009    | Дорогой доктор           | Royal Pains             | Кэти                   | Гостевая роль; 1 эпизод        |
| 2009-10 | Клиника                  | Scrubs                  | Доктор Дениз Махони    | Регулярная роль; 24 эпизода    |
| 2011    | Сообщество               | Community               | Агент Робин Уоллерс    | Гостевая роль; 1 эпизод        |
| 2011-13 | Счастливый конец         | Happy Endings           | Джейн Керкович Уильямс | Регулярная роль; 57 эпизодов   |
| 2013    | Миллеры                  | The Millers             | Дженис                 | Второстепенная роль; 2 эпизода |
| 2014    | Обитель лжи              | House of Lies           | Марисса Макклинток     | Второстепенная роль; 4 эпизода |
| 2014    | Неудачница               | Benched                 | Нина Уитлей            | Регулярная роль; 12 эпизодов   |
| 2015-17 | Куантико                 | Quantico                | Ханна Вайланд          | Гостевая роль; 5 эпизодов      |
| 2015-16 | Проект Минди             | The Mindy Project       | Челси                  | Гостевая роль; 4 эпизода       |
| 2015-17 | Без обязательств         | Casual                  | Эмми                   | 6 эпизодов                     |
| 2016    | Крушение                 | Wrecked                 | Роза                   | 2 эпизода                      |
| 2017-20 | Человек будущего         | Future Man              | Тигрица                | Регулярная роль; 13 эпизодов   |

### Кино
| Год  | Название на русском        | Название на английском               | Роль    | Примечания             |
| ---- | -------------------------- | ------------------------------------ | ------- | ---------------------- |
| 2006 |                            | The Day the World Saved Shane Sawyer | Эллисон | Короткометражный фильм |
| 2007 | Кажется, я люблю свою жену | I Think I Love My Wife               | Лиза    |                        |
| 2010 | Где-то                     | Somewhere                            | Соседка |                        |
| 2011 | Сколько у тебя?            | What’s Your Number?                  | Шейла   |                        |
| 2012 | Зов Шанхая                 | Shanghai Calling                     | Аманда  |                        |
| 2014 |                            | The Last Time You Had Fun            | Ида     |                        |
| 2017 | Голышом                    | Naked                                | Вики    |                        |

## Награды и номинации
| Год  | Награда           | Категория                               | Работа           | Результат |
| ---- | ----------------- | --------------------------------------- | ---------------- | --------- |
| 2013 | Gold Derby Awards | Лучшая комедийная актриса второго плана | Счастливый конец | Номинация |